# Ordem Militar do Mérito (Württemberg)
A Ordem Militar do Mérito de Württemberg foi uma ordem militar do Reino de Württemberg, que juntou ao Império Alemão em 1871. A ordem era uma das mais antigas ordens militares dos estados do Império Alemão. Foi fundada em 11 de fevereiro de 1759 por Karl Eugen, Duque de Württemberg como o Militär-Carls-Orden, e foi rebatizado para Militärverdienstorden em 11 de novembro de 1806 pelo rei Frederico I. A ordem sofreu várias revisões ao longo do século XIX e início do século XX. Ela se tornou obsoleta com a queda da monarquia de Württemberg, na sequência da derrota da Alemanha na Primeira Guerra Mundial.

## Classes
A ordem estava dividida em três classes:
- Cavaleiro Grã-Cruz (Großkreuz)
- Cruz Comandante (Kommandeurkreuz)
- Cruz Cavaleiro (Ritterkreuz).

Geralmente, cada classe foi preparatória para outra. Entre 1799 e 1919 foram conferidos 95 grã-cruzes, cruzes comandantes para 214 e 3.128 cruzes cavaleiros, a maioria deles durante a Primeira Guerra Mundial, especialmente a personalidades nativas de Württemberg.
| 1759-1818/1914-1917 |            |          |
| Cavaleiro           | Comandante | Grã-Cruz |

| 1818-1914 |            |          |
| Cavaleiro | Comandante | Grã-Cruz |

| 1917-1918 |            |          |
| Cavaleiro | Comandante | Grã-Cruz |